# Salomonnattskärra
Salomonnattskärra (Eurostopodus nigripennis) är en fågel i familjen nattskärror.

## Utseende och läten
Salomonnattskärran är en medelstor (27 cm) nattskärra med vitt på strupen och vita fläckar på två till fyra av de yttre handpennorna. Ovansidan är brunaktig med svarta och grå fläckar och en otydlig orangefärgad fläck i nacken. Hona och ungfågel har jämfört med hanen färre vita fläckar och mindre strupfläck. Liknande och nära besläktade vitstrupiga nattskärran (se nedan) är större och har vita fläckar på fler handpennor. Lätet består av en staccatoserie med 13-25 toner, ungefär fem per sekund, liknande ljudet av att hugga i trä med en yxa.

## Utbredning och systematik
Fågeln återfinns i norra och mellersta Salomonöarna. Tidigare betraktades den som en underart till vitstrupig nattskärra (E. mystacalis) och vissa gör det fortfarande.

## Status
Salomonnattskärran tros ha en liten världspopulation, uppskattad till högst 2500 vuxna individer, som dessutom minskar i antal. Internationella naturvårdsunionen IUCN kategoriserar därför arten som sårbar.